# 1896年アテネオリンピックのデンマーク選手団
1896年アテネオリンピックのデンマーク選手団（1896ねんアテネオリンピックのデンマークせんしゅだん）は、1896年4月6日から4月15日にかけてギリシャ王国の首都アテネで開催された1896年アテネオリンピックのデンマーク選手団、およびその競技結果。

## 概要
今大会は金メダル1個、銀メダル2個、銅メダル3個の合計6個のメダルを獲得した。

## メダル
| メダル | 選手名               | 競技 | 種目                          |
| ------ | -------------------- | ---- | ----------------------------- |
| 銀     | ホルガー・ニールセン | 射撃 | 25mラピッドファイアーピストル |
| 銅     | ホルガー・ニールセン | 射撃 | フリーピストル                |